# Sizzler
Een sizzlebekken of sizzler is een bekken dat gemodificeerd is om een andere klank te krijgen.

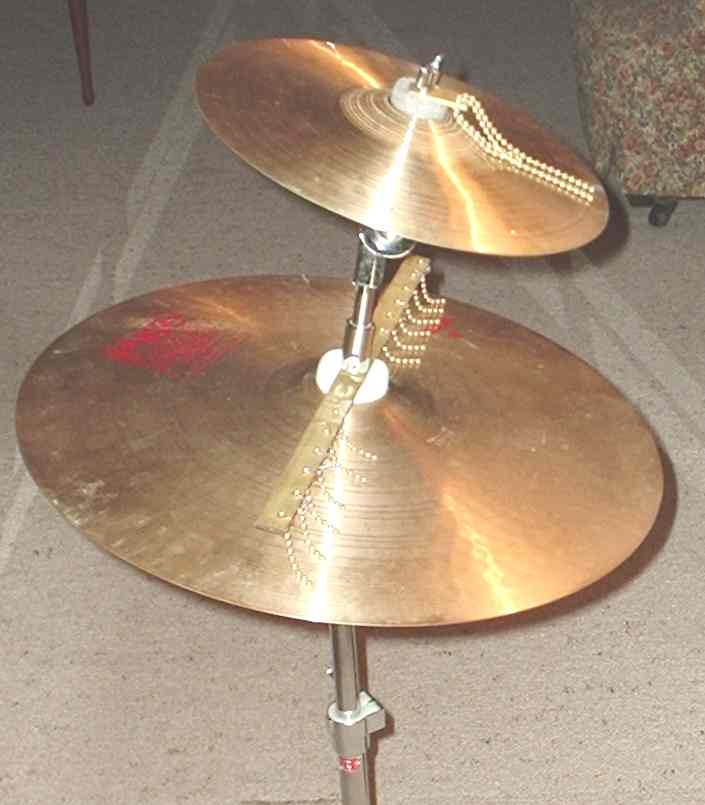
sizzlebekken

Een gebruikelijke modificatie is het aanbrengen van een kralenketting die op het bekken rust.
Een andere mogelijkheid is het boren van gaatjes langs de rand met kleine pinnetjes (zogenaamde rivets) erdoorheen. Deze pinnetjes zitten los, dus gaan deze trillen als er op het bekken geslagen wordt. Dit geeft vaak een wat langere, ietwat ruisende naklank. Soms is het enigszins te vergelijken met het geluid van een halfopen hihat.